# M/S Navigo
Navigo (M/T Navigo) är ett svenskflaggat tankfartyg som ägs av Rederi AB Donsötank. Fartyget är avsett att frakta olja och kemikalier och har sitt främsta verksamhetsområde i Nordsjön och vattnen runt Brittiska öarna.
Fartyget är byggt 1991 av EB Industri og Offshore A/S, Brevik Norge och togs i drift 1992. Navigo är en så kallad dubbelskrovstanker med en lastkapacitet på 19630 m³.
Fartyget är känt från TV-serien Landgång. Landgång skildrar livet ombord på Navigo med tonvikt på fartygets mäss där skeppskocken German Zamudio och programledaren Anne Lundberg huserar.